# Длиннохвостая белозубка
Длиннохвостая белозубка (Crocidura gueldenstaedtii) — вид рода Crocidura семейства Soricidae, вызвавший многолетние дискуссии о его таксономическом статусе. В настоящее время вопрос о видовом статусе решён положительно, длиннохвостая белозубка близка к малой белозубке (Crocidura suaveolens), но неидентична ей. Вид назван Петром Симоном Палласом в честь Иоганна Антона Гюльденштадта, доставившего голотип автору описания.

## Описание
Описание зверька приведено по российскому источнику, то есть касается зверьков, обитающих в Закавказье.
Зверёк средних (для белозубки) размеров, лёгкого телосложения. Длина тела 57—80 мм. Хвост по отношению к телу очень длинный — 41—53 мм, (но изредка 39—40 мм). Стопа 11—14 мм.
Окраска отчетливо двухцветная. Спина коричнево-серая, со слабым дымчатым налётом, это определяется тем, что окончания ости двух цветов — коричневые или серебристо-серые. Брюшко и бока грязно-серые или светло-серые, у взрослых с палевым оттенком. Граница перехода окраски спины в окраску брюха размытая. Хвост либо однотонный, либо слабодвухцветный.
Кариотип — 2n = 40, NF = 50. X-хромосома — метацентрик, Y — акроцентрик. Хромосомный набор, включая G- и C-окраски, полностью соответствует таковому у малой белозубки.

## Распространение
Различные источники сильно расходятся описывая ареал длиннохвостой белозубки. Распространение обсуждаемого вида здесь приведено по работе М. В. Зайцева с соавторами.
Крайняя северо-западная точка ареала — черноморское побережье южнее Туапсе. Далее на юг вдоль побережья полосой 10-15 км до Колхидской низменности. Обитает Только в Кодорском ущелье отходит от побережья на 50 км. По долине Риони до области Рача-Лечхуми. Далее по южному склону Большого Кавказа (верховья р. Большая Лиахви, Сиони, Лагодехи) до Каспия (г. Хачмаз). Вся территория Азербайджана за исключением Талышских гор, огибая их, уходит в Иран. Занимает северо-западный Иран, северный Ирак, северную и западнцю Сирию. Полосой вдоль восточного побережья Средиземного моря идёт до Синайского полуострова. К этому же виду относят и длиннохвостых белозубок, обитающих на Кипре.
В историческое время обитала далее к западу. Мумифицированные длиннохвостые землеройки времён начала Птолемеевского периода найдены в дельте Нила в Кувейсине.

## Образ жизни
Предпочитаемый биотоп — заросли кустарника с хорошим травостоем при отсутствии перевыпаса. В южной части ареала живёт в окрестностях водоемов и на орошаемых землях. Часто проникает в жилища человека. Численность в Колхиде высокая, часто входит в число доминантов в сообществах землероек. В аридных и лесных местообитаниях редок.
Питается личинками и взрослыми насекомыми, улитками, слизнями, мокрицами, многоножками. Известны случаи поедания падали (трупов млекопитающих и птиц). В жилищах человека поедает мясо и даже фрукты.
Размножается с апреля по октябрь (Грузия). В выводке от 2 до 10 (среднее 5.5, Грузия), от 2 до 7 (среднее 4.7, Турция) или от 2 до 5 (среднее 3.3, Кипр) эмбрионов. Гнезда устраивает в высокой траве на поверхности земли. Изнутри гнёзда выложены тонкой травой и пухом. Необходимо уточнить на всем ли ареале строит гнёзда именно так.

## Систематика

### История вопроса
Описана П. С. Палласом одновременно с малой белозубкой (Crocidura suaveolens), то есть автор описания отчетливо видел различия этих двух видов, которые часто объединяют.
Эллерман и Моррисон-Скотт (1966) рассматривали длиннохвостую белозубку как подвид Crocidura russula gueldenstaedtii, за ними, среди прочих, последовал Корбет (1978c). Richter (1970) применил gueldenstaedtii даже к средиземноморским популяциям suaveolens, и в этом ему последовали Kahmann и Vesmanis (1976). Hutterer (1981d) предположил, что все эти популяции представляют собой suaveolens; это подтверждается кариологическими (2n = 40, FN = 50) и биохимическими данными (Catzeflis et al., 1985). Несмотря на убедительные доказательства, некоторые российские авторы (например, Графодатский и др., 1988) до сих пор утверждают существование gueldenstaedtii как вида на Кавказе.

### Современное состояние вопроса
Банникова и др. (2001a), однако, не обнаружили генетических различий между популяциями Северного и Южного Кавказа. Фогель и др. (2003) сравнили мтДНК образцов из Грузии (типовое местонахождение gueldenstaedtii) с образцами из Греции и Италии (suaveolens) и не обнаружили большой разницы. Образец из Испании был более отдаленным, чем образцы из Европы и Грузии.
Иногда его считают подвидом малой белозубки (C. suaveolens), но более поздние исследования подтверждают, что это отдельный вид.
Он содержит несколько подвидов из Западной Европы и острова Кипр, которые могут представлять собой отдельные виды. Crocidura suaveolens cypria Bate, 1904